# Mordovka větevnatá

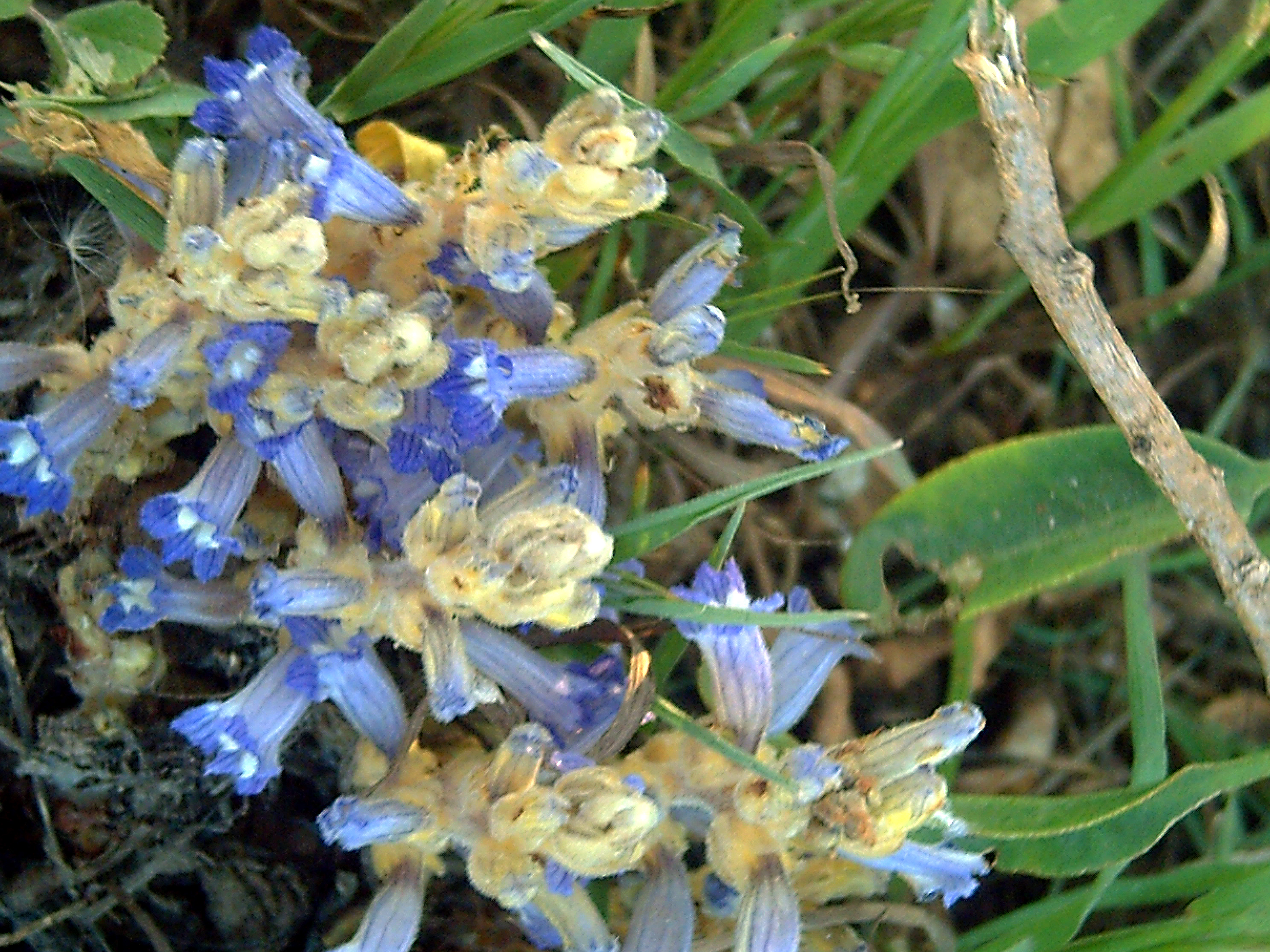
Část květenství

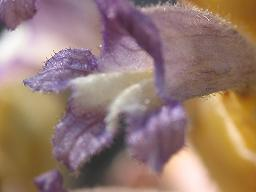
Detail květu

Mordovka větevnatá (Phelipanche ramosa) je cizopasná, nezelená, až 25 cm vysoká jednoletá rostlina z čeledi zárazovitých, která má listy přeměněné v šupinky. Nemá chlorofyl a bez svého hostitele nemůže žít, čerpá z něho všechny živiny včetně vody. Někdy bývá rod mordovka považován za poddruh rodu záraza a mordovka větevnatá mívá název “záraza větevnatá“ (Orobanche ramosa).
V české přírodě není původním druhem, na území dnešní České republiky byla z oblastí Středomoří zavlečená, pravděpodobně neúmyslně, v období ještě před koncem středověku a je proto považována za archeofyt. Je rostlinou obvykle doprovázející pěstování konopí a pravděpodobně se s ním dostala i do české krajiny.

## Rozšíření
Mordovka větevnatá má rozlehlý areál. Jako původní druh se vyskytuje od Pyrenejského poloostrova na západě přes jižní, převážně středomořskou a jižní ruskou část Evropy až po Střední Asii na východě. Zasahuje i do severní a východní Afriky, včetně Arabského poloostrova. Rostlina byla později ve starověku zavlečena, vyjma Skandinávie, do severnějších částí Evropy (včetně Česka) a na jih Afriky, v novověku pak do Spojených států amerických i do Jižní Ameriky.
Naposled byla v Česku zaznamenána roku 1990 v okolí Hodonína na jižní Moravě, v současnosti se v Česku nevyskytuje. Také v okolních státech roste poměrně vzácně a většinou jen přechodně.
Nejčastěji se přirozeně vyskytuje na výslunných nelesních stanovištích, ale stejně dobře i na slabě zastíněných svazích a skalách. Objevuje se také v polních kulturách, v zelinářských zahradách, na úhorech i pastvinách, v teplých jižních oblastech se vyskytuje až do nadmořské výšky 2000 m n. m.

## Ekologie
Mordovka větevnatá je obligátní parazit a její semeno, nacházející se v blízkosti kořene vhodné rostliny, potřebuje do několika málo dnů po zahájení klíčení navázat spojení s tímto kořenem. Semeno se po několikadenním dostatku vláhy a teplotě 18 až 23 °C připraví ke klíčení a čeká, pokud nedorazí chemická informace o blízkosti vhodného hostitele. Pokud informaci nezíská, u semene se spustí sekundární dormance, zastaví se rozběhlý proces klíčení a semeno čeká na příští příležitost.
Po zdárném vyklíčení se na semenu se objeví jen několik milimetrů dlouhý vláskovitý kořínek, který po kontaktu s kořenem hostitele pronikne za pomoci haustoria přes kůru až do cévního svazku, xylému. Z hostitelské rostliny pak čerpá všechny látky potřebné k růstu, včetně vody. Na povrchu kořene vytvoří haustoria v místě spojení obou rostlin „nádor“ velký 5 až 20 mm, ze kterého později vyroste lodyha s květenstvím.
Kvete ve střední Evropě v době od července do září a v teplém Středomoří již od dubna. Pro optimální vzklíčení i následný růst je nutná poměrně vysoká teplota, proto mordovka větevnatá nejlépe prosperuje na zavlažovaných plochách v oblastech se subtropickým či tropickým klimatem. Počet chromozomů je 2n = 24.

## Popis
Jednoletá parazitická bylina s přímou, 5 až 25 cm vysokou lodyhou, která je v dolní části krátce rozvětvená, ojediněle je i nevětvená. Žláznatá lodyha je zpočátku nažloutlá nebo slabě namodralá, po odkvětu tmavě hnědá. Její drobné, šupinaté listy bez chlorofylu bývají 0,5 až 1 cm velké, jsou vejčité až vejčitě kopinaté, vyrůstají řídce a u báze jsou nahloučené.
Květy bývají 1 až 2 cm velké, jsou oboupohlavné a mají tenké listeny dlouhé asi 6 mm. Vyrůstají v mnohokvětém, od spodu nakvétajícím klasovitém květenství dlouhém 5 až 20 cm, které bývá v dolní části řidší a zabírá asi polovinu lodyhy. Květy klasu jsou krátce stopkaté a mají dva vstřícné, čárkovité listence asi 4 mm dlouhé, výše postavené květy někdy bývají přisedlé. Kalich je zvonkovitý, čtyřcípý, 5 mm dlouhý, slámově žlutý, někdy s modrofialovým odstínem a jeho vejčitě trojúhelníkovité cípy jsou kratší než trubka. Dvoupyská chlupatá koruna je krátká, jen asi 12 mm dlouhá, dolu sehnutá, vespod je bělavá až žlutá, směrem k ústí světle až sytě modrá či modrofialová, někdy je celá bělavá, její trubka je uprostřed trochu seškrcena. Horní dvoulaločný, dopředu namířený pysk koruny má dva krátké, oválné až zaoblené laloky obracené vzhůru, dolní sehnutý pysk má tři stejné krátké, okrouhlé až podlouhlé laloky dolu sehnuté. V květu jsou čtyři volné, 3 mm tyčinky nesoucí lysé prašníky 1 mm velké a krátká čnělka s bělavou či namodralou bliznou. V době otevření květu se prašníky téměř dotýkají blizny a často dochází k samoopylení. Květy mohou být opyleny i létajícím hmyzem.
Plody jsou vejčitě sférické tobolky 6 až 10 mm velké, jež ve zralosti podélně pukají chlopněmi, které jsou až ke špičce od sebe oddělené. Obsahují několik stovek semen asi 0,3 mm velkých, která bývají tvaru eliptického či kulovitého. Jedna rostlina mívá deset až několik set květů a může produkovat až čtvrt milionu semen, která zůstávají životaschopné v půdě po mnoho let, uvádí se deset i více.

## Taxonomie
Tento kořenový parazit je řazen do rodu mordovka (Phelipanche), jehož rostliny se od rodu záraza morfologicky odlišují větvenou lodyhou (ne vždy) a vyrůstajícími listeny i listenci. Dále zralé tobolky se semeny pukají chlopněmi až ke špičce oddělenými, kdežto u rodu záraza (Orobanche) zůstávají chlopně na špičce dlouho spojené, takže semena vypadávají jen skulinami.

## Význam
Mordovka větevnatá způsobuje všeobecné oslabení hostitelské rostliny projevující se vadnutím, žloutnutím, nekrózou zeleně a sníženou produkcí plodů. Účinky na parazitovanou rostlinu jsou obecně úměrné velikosti biomasy parazita, jeho nabytá hmotnost je podobná ztrátě hmotnosti hostitelské rostliny.
Parazituje hlavně na některých druzích hluchavky a na pěstovaných plodinách: brukev řepka, konopí seté, rajče jedlé, lilek brambor, paprika setá, kukuřice setá, tabák virginský. Na nekulturních rostlinách se vyskytuje zvláště u druhů z čeledí: bobovité, brukvovité, hluchavkovité, hvězdnicovité, jitrocelovité, kaparovité, konopovité, laskavcovité, liliovité, lilkovité, lipnicovité, lnovité, merlíkovité, miříkovité, mořenovité, pryšcovité, rdesnovité, růžovité, slézovité, šťavelovité a tykvovité.
Rostlina se sama obvykle invazně nešíří, ale přítomnost jejich semen v kontaminovaném osivu může způsobit značné škody snížením výnosů zemědělské plodiny. Jakmile se jí někde podaří najít vhodné hostitele a v dostatečném množství se vysemenit, je velmi obtížné ji na tomto místě vymýtit. Drobná semena lze jen velmi obtížně odhalit a mají značnou životnost. Tento parazit se může neporozovně množit i na nekulturních plodinách a na zamořených územích přečkávat v semenech po dlouhá léta.